# Huriana Manuel
Huriana Manuel (8 de agosto de 1986) é uma ruguebolista de sevens neozelandesa, medalhista olímpica.

## Carreira
Huriana Manuel integrou o elenco da Seleção Neozelandesa Feminina de Rugby Sevens medalha de prata na Rio 2016, ela fez três tries.